# 老圣保罗
老圣保罗是巴拿马奇里基省大卫区的一个城市。 该市面积为59.8平方（23.1平方英里），2010年时人口为10,088，故其人口密度为168.7名居民每平方（437名居民每平方英里）。 1990年时人口为2,724，2000年时人口为4,768。